# Enkláva
Enkláva je v kontextu mezinárodní politické geografie oddělená část území či teritoria, zcela obklopená územím jiného státu. Slovo pochází z francouzského enclave (z enclaver, uzavřít, obejmout), původně z latinského inclavare (uzavřít, zamknout) z in (v) a clavis (klíč).

## Definice mezinárodního práva

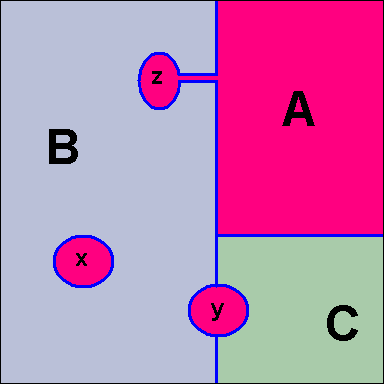

V politické geografii je enkláva teritorium, jehož zeměpisné hranice leží kompletně uvnitř hranic jiného teritoria. Na druhou stranu exkláva je teritorium právně spojené s jiným teritoriem, se kterým není spojeno fyzicky, ale takové teritorium není kompletně obklopené územím jiného státu. Enkláva musí být obklopena územím jediné cizí entity, tudíž se jako enkláva nebere stát, jenž leží mezi více státy (jako např. Andorra nebo Lichtenštejnsko a potažmo jakýkoli další vnitrozemský stát). Zároveň se jako enkláva také nebere území, jež je sice obklopeno územím jediného cizího státu, ale zároveň má přístup k moři. Z tohoto důvodu není Portugalsko enklávou Španělska nebo Monako enklávou Francie. Enkláva přitom nemusí být vždy i exklávou z hlediska státu, jemuž náleží.
K výkladovému obrázku: Na území státu B se nachází enkláva x (patřící státu A, zároveň exkláva státu A). Další zde znázorněná území nejsou enklávami: území y hraničí i se státem C (je však exklávou státu A), území z (výběžek státu A) je pak spojeno se státem A a tedy enklávou ani exklávou z hlediska definice není.
Enkláva se nesmí zaměňovat s právní fikcí exteritoriálního území, která se v novější době už neužívá.

## Příklady

### Celé enklávní státy
Státy, jejichž území je plně obklopeno územím jednoho sousedního státu:
- Vatikán a  San Marino jako enkláva v Itálii
- Lesotho je enklávou v Jihoafrické republice
- Andorru lze považovat za enklávu v Evropské unii (ne však v žádném jejím státě)
- Západní Berlín tvořil fakticky enklávu v Německé demokratické republice

#### Krajní případy
Ke krajním se počítají následující případy:
- Území, ležící na mořském pobřeží a jinak obklopená územím jediného státu, se nepovažují za enklávy, pokud je z jejich výsostných vod možno dosáhnout mezinárodní vody. Státy jako Monako, Gambie nebo Brunej proto enklávami nejsou. Někdy se pro ně užívá termínu poloenkláva.[5] V řadě níže uvedených případů se nicméně nejedná o území ani vzdáleně obklopená nějakým státem, kritériem je čistě fakt, že pouze s jedním státem hraničí.

##### Seznam poloenklávních států
- Brunej (navíc ještě zahrnuje exklávu Temburong)
- Dánsko
- Dominikánská republika (vzájemně vůči Haiti)
- Gambie
- Haiti (vzájemně vůči Dominikánské republice)
- Irsko
- Monako
- Papua Nová Guinea
- Portugalsko
- Katar
- Jižní Korea
- Východní Timor (navíc ještě zahrnuje exklávu Oecusse)
- Spojené království
- ruská exkláva Kaliningradská oblast je poloenklávou vzhledem k Evropské unii

U ostrovů platí ve většině případů totéž. Výjimkou je např. argentinský ostrůvek Martin Garcia, ležící v uruguayské části ústí řeky Río de la Plata.
V některých případech nejde o enklávu de iure (území se zbytkem státu souvisí), ale de facto (funkčně) ano – typicky když na území vede pozemní komunikace jen přes jiný stát. To je např. případ údolí Kleinwalsertal (obec Mittelberg) v rakouském Vorarlbersku, kam odtud vedou jen těžko schůdné horské pěšiny a prakticky je dostupné jen po silnici z německého Oberstdorfu.

### Státy obsahující enklávy
Státy s cizími enklávami uvnitř svého území:
- Bělorusko – neobydlená enkláva Ruské federace
- Belgie (vzájemně s Nizozemskem)
- Francie – enkláva města Llívia patřící Španělsku
- Indie – enkláva Bangladéše, jediný pozůstatek složitého systému desítek vzájemných enkláv (zrušeného roku 2015)
- Itálie
- Jižní Afrika
- Kyrgyzstán – několik enkláv Uzbekistánu a Tádžikistánu v oblasti Ferganské kotliny
- Nizozemsko (vzájemně s Belgií)
- Spojené arabské emiráty – enkláva Ománu, která zase obsahuje (dvojnásobnou) enklávu SAE
- Švýcarsko – enkláva obce Büsingen am Hochrhein patřící Německu a Campione d'Italia patřící Itálii.

Uvedeny státy s enklávami nesporně náležejícími jinému státu. Vedle toho existoval sporný případ jako Ázerbájdžán s enklávou Náhorní Karabach. Dále nejsou zahrnuty státy s enklávami svých autonomních republik, jako je Rusko (např. Adygejsko).

## Jiné enklávy ve správním členění
Za enklávu může být považována též obec nebo její místní část, které je zcela obklopená územím jiné obce. Nynější zákon o obcích stanoví zásady, které by vzniku nových enkláv a exkláv na úrovni obcí měly bránit. V současnosti (2024) je na území České republiky šest takovýchto případů:
1. Malá Roudka je enklávou ve Velkých Opatovicích (okres Blansko)
2. Hrutov je enklávou v Kněžicích (okres Jihlava)
3. Stráž nad Nisou je enklávou v Liberci (okres Liberec)
4. Spojil je enklávou v Pardubicích (okres Pardubice)
5. Mačkov je enklávou v Blatné (okres Strakonice)
6. Krasíkovice jsou enklávou v Pelhřimově (okres Pelhřimov), pouze v jednom bodě (čtyřmezí) se dotýkají území města Červená Řečice

Praha jako kraj tvoří enklávu ve Středočeském kraji. Bruselský region je enklávou ve Vlámském regionu.
Enklávu na úrovni místních částí či katastrálních území v některých městech tvoří historické jádro města, například katastrální území Opava-Město je enklávou v katastrálním území Opava-Předměstí a katastrální území Josefov je tvořeno 2 enklávami v katastrálním území Staré Město (Praha).

## Zánik enkláv na území Indie a Bangladéše
Do 1. srpna 2015 bylo na světě 211 enkláv, z toho 162 se nacházelo na území Indie a Bangladéše, tento den však Indie s Bangladéšem provedly výměnu těchto území, čímž zmíněné enklávy zanikly. Tak také zanikla jediná z enkláv v enklávě na světě. Pod Bangladéš nyní spadá 111 a pod Indii 51 z původních 162 enkláv. Na tomto území žije přes 50 tisíc obyvatel.

## Další významy
V občanském právu se tohoto termínu používá analogicky pro pozemek, který není přístupný přes veřejnou cestu, ale pouze přes cizí pozemek.
V etnologii a potažmo například lingvistice se enklávou nazývá území, kde žije nějaký národ a které je zcela obklopeno územím, na kterém žije národ jiný. Příkladem je Sedmihradsko v Rumunsku, kde žije maďarské obyvatelstvo obklopené obyvatelstvem rumunským.[zdroj?]
V ekologii se používá pro označení tzv. areálové enklávy určitého taxonu, tedy území, kde se daný taxon nevyskytuje a které je zcela obklopeno areálem jeho výskytu.